# Insidious: The Red Door
Insidious: The Red Door (bra: Sobrenatural: A Porta Vermelha; prt: Insidious: A Porta Vermelha) é um filme de terror sobrenatural estadunidense dirigido por Patrick Wilson (em sua estreia na posição de diretor), com roteiro de Scott Teems a partir de uma história do criador da série Leigh Whannell. O filme é uma sequência direta de Insidious (2010) e Insidious: Chapter 2 (2013), e serve como o quinto filme da franquia Insidious, além de ser o quinto em termos de cronologia. Wilson, Ty Simpkins, Rose Byrne e Lin Shaye reprisam seus papéis dos filmes, com Peter Dager, Sinclair Daniel e Hiam Abbass se juntando ao elenco em papéis coadjuvantes.
Após o lançamento de Insidious: The Last Key (2018), a Blumhouse Productions optou por possibilidades de produzir futuros filmes da franquia, incluindo um crossover com o filme Sinister (2012). Em outubro de 2020, o estúdio anunciou que Wilson dirigiria e estrelaria o novo filme, com Teems escrevendo o roteiro baseado em uma história escrita por Whannell.
O filme foi lançado no Brasil e em Portugal em 6 de julho de 2023, e nos Estados Unidos no dia seguinte, em 7 de julho de 2023, pela Sony Pictures.

## Sinopse
"Situado dez anos após o final dos dois primeiros filmes anteriores, Josh Lambert (Patrick Wilson) segue para o leste para deixar seu filho Dalton (Ty Simpkins) em uma universidade idílica coberta de hera. No entanto, o sonho da faculdade de Dalton se torna um pesadelo quando os demônios reprimidos de seu passado voltam de repente para assombrá-los."

## Elenco
- Patrick Wilson como Josh Lambert[10]
- Rose Byrne como Renai Lambert[11]
- Ty Simpkins como Dalton Lambert[10]
- Lin Shaye como Elise Rainier

Além disso, Peter Dager, Sinclair Daniel e Hiam Abbass aparecem no filme em papéis não revelados.

## Produção

### Desenvolvimento
Após o lançamento e sucesso de bilheteria de Insidious: The Last Key (2018), uma sequência entrou em desenvolvimento. O produtor Jason Blum manifestou interesse em um crossover com Sinister (2012). Em 29 de outubro de 2020, foi anunciado que uma sequência direta de Insidious (2010) e Insidious: Chapter 2 (2013) estava em desenvolvimento com Patrick Wilson atuando como diretor em sua estréia na direção de um roteiro escrito por Scott Teems baseado em uma história de Leigh Whannell. Wilson e Ty Simpkins vão reprisar seus papéis dos dois primeiros filmes.
O filme estava inicialmente programado para ser lançado com o título Insidious: Fear the Dark, antes de ser anunciado em março de 2023 que havia sido alterado para Insidious: The Red Door.

### Filmagens
Em fevereiro de 2022, Wilson confirmou que a busca de locações havia começado com as filmagens marcadas para começar na primavera daquele ano. A filmagem principal começou em agosto de 2022, com Peter Dager, Sinclair Daniel e Hiam Abbass se juntando ao elenco, assim como Rose Byrne confirmado para retornar. Em 22 de agosto de 2022, Wilson revelou que as filmagens terminaram.

## Lançamento
O filme foi lançado nos cinemas estadunidenses em 7 de julho de 2023, pela Sony Pictures Releasing. No Brasil e em Portugal, foi lançado em 6 de julho de 2023.